# Tim Williams (Schauspieler)
Tim Williams (* 16. August 1966 in Houston, Texas) ist ein US-amerikanischer Schauspieler und Sänger.

## Leben
Der 1966 in Houston geborene Williams absolvierte seine Ausbildung am Lee Strasberg Theatre and Film Institute. Nach Abschluss der Ausbildung folgten ab 1994 erste Episodenrollen in Fernsehserien wie Willkommen im Leben, Die Sopranos oder Law & Order. 
Im Jahr 2003 erhielt er seine erste Hauptrolle in der romantischen Komödie Suche impotenten Mann fürs Leben. Während der Dreharbeiten in Deutschland verliebte er sich und blieb in Deutschland. Es folgten Rollen in zahlreichen deutschen Film- und Fernsehproduktionen. Bekannt wurde er u. a. als Stefan Gronewoldt in der ZDF-Serie Samt und Seide. 2008 verkörperte er in Operation Walküre – Das Stauffenberg Attentat einen Arzt. Von September 2011 bis Januar 2014 besetzte er eine Nebenrolle in der Daily-Soap Gute Zeiten, schlechte Zeiten als Sänger Kurt Le Roy der Rockband Dark Circle Knights. 
2013 veröffentlichte er die EP Temporary Man.

## Filmografie (Auswahl)
- 1994: Willkommen im Leben (My So-Called Life, Fernsehserie, eine Episode)
- 1996: The Mouse
- 1997: Auf der Strecke geblieben (Grind)
- 1999: Die Sopranos (The Sopranos, Fernsehserie, eine Episode)
- 1999: Law & Order (Fernsehserie, eine Episode)
- 2000: Fast Food Fast Women
- 2000: Strong Medicine: Zwei Ärztinnen wie Feuer und Eis (Strong Medicine, Fernsehserie, eine Episode)
- 2003: Suche impotenten Mann fürs Leben
- 2003: SOKO Köln (Fernsehserie, eine Episode)
- 2004: Beyond the Sea – Musik war sein Leben (Beyond the Sea)
- 2004–2005: Samt und Seide (Fernsehserie, 20 Episoden)
- 2005: Abschnitt 40 (Fernsehserie, eine Episode)
- 2006: Drawn in Blood
- 2007: 2057 (Fernsehserie, eine Episode)
- 2007: SOKO Rhein-Main (Fernsehserie, eine Episode)
- 2008: Operation Walküre – Das Stauffenberg-Attentat (Valkyrie)
- 2009: Ninja Assassin
- 2009: Liebe Mauer
- 2009–2010: Flensburg, Minnesota[1][2]
- 2011: Katie Fforde: Harriets Traum (Fernsehfilm)
- 2011: Huhn mit Pflaumen (Poulet aux Prunes)
- 2011–2014: Gute Zeiten, schlechte Zeiten (Fernsehserie)
- 2012: Oh Boy
- 2012: Apparition – Dunkle Erscheinung (The Apparition)
- 2013: The Forbidden Girl
- 2014: Im Labyrinth des Schweigens
- 2015: Nackt unter Wölfen (Fernsehfilm)
- 2017: Harri Pinter, Drecksau (Fernsehfilm)
- 2018: Ballon
- 2018: Bier Royal
- 2018: Die Diplomatin – Jagd durch Prag
- 2020: Rabiye Kurnaz gegen George W. Bush (Kinofilm)